# Kamil Fasiejew
Kamil Fatychowicz Fasiejew (ros. Камиль Фатыхович Фасеев, ur. 10 maja 1919 w guberni samarskiej, zm. 2 kwietnia 2005 w Kazaniu) – przewodniczący Prezydium Rady Najwyższej Tatarskiej ASRR (1959–1960).
Po ukończeniu 1936 technikum pedagogicznego pracował jako nauczyciel szkoły w Tatarskiej ASRR, 1939–1940 był sekretarzem rejonowego komitetu Komsomołu, od 1939 członek WKP(b), 1941–1942 kierownik wydziału propagandy i agitacji rejonowego komitetu WKP(b). W 1942 szef wydziału politycznego stanicy maszynowo-traktorowej, 1942–1943 kierownik gabinetu partyjnego i wydziału propagandy i agitacji rejonowego komitetu WKP(b), 1943–1944 słuchacz Wyższej Szkoły Partyjnej przy KC WKP(b), 1944–1950 lektor, kierownik grupy lektorskiej i zastępca kierownika Wydziału Propagandy i Agitacji Tatarskiego Komitetu Obwodowego WKP(b). 1950–1953 pracownik naukowy Akademii Nauk Społecznych przy KC WKP(b)/KPZR, 1953–1957 kierownik Wydziału Nauki i Kultury Tatarskiego Komitetu Obwodowego KPZR, od 1957 do marca 1959 sekretarz Tatarskiego Komitetu Obwodowego KPZR. Od 13 marca 1959 do 29 października 1960 przewodniczący Prezydium Rady Najwyższej Tatarskiej ASRR, 1960–1963 starszy pracownik naukowy, dyrektor Instytutu Języka, Literatury i Historii im. G. Ibgragimowa Kazanskiego filii Akademii Nauk ZSRR, 1963–1991 docent katedry materializmu dialektycznego i historycznego, kierownik katedry komunizmu naukowego Kazańskiego Uniwersytetu Państwowego, od 1972 doktor nauk filozoficznych, a od 1973 profesor. Odznaczony dwoma Orderami „Znak Honoru” i medalami.